# Ophiorrhiza pingbienensis
Ophiorrhiza pingbienensis är en måreväxtart som beskrevs av Hsien Shui Lo. Ophiorrhiza pingbienensis ingår i släktet Ophiorrhiza och familjen måreväxter. Inga underarter finns listade i Catalogue of Life.